# Engelsburg

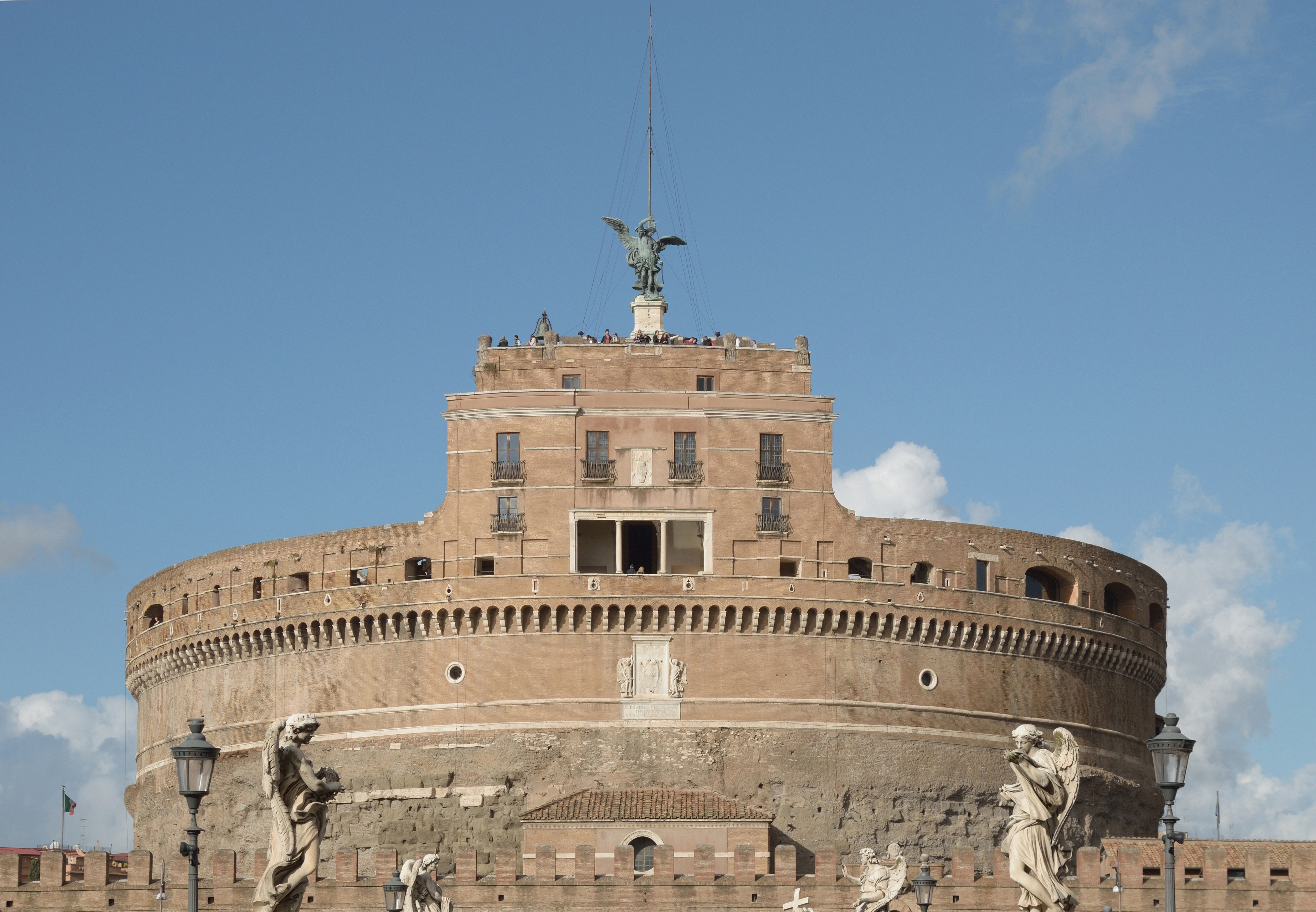
Die Engelsburg von der Engelsbrücke aus

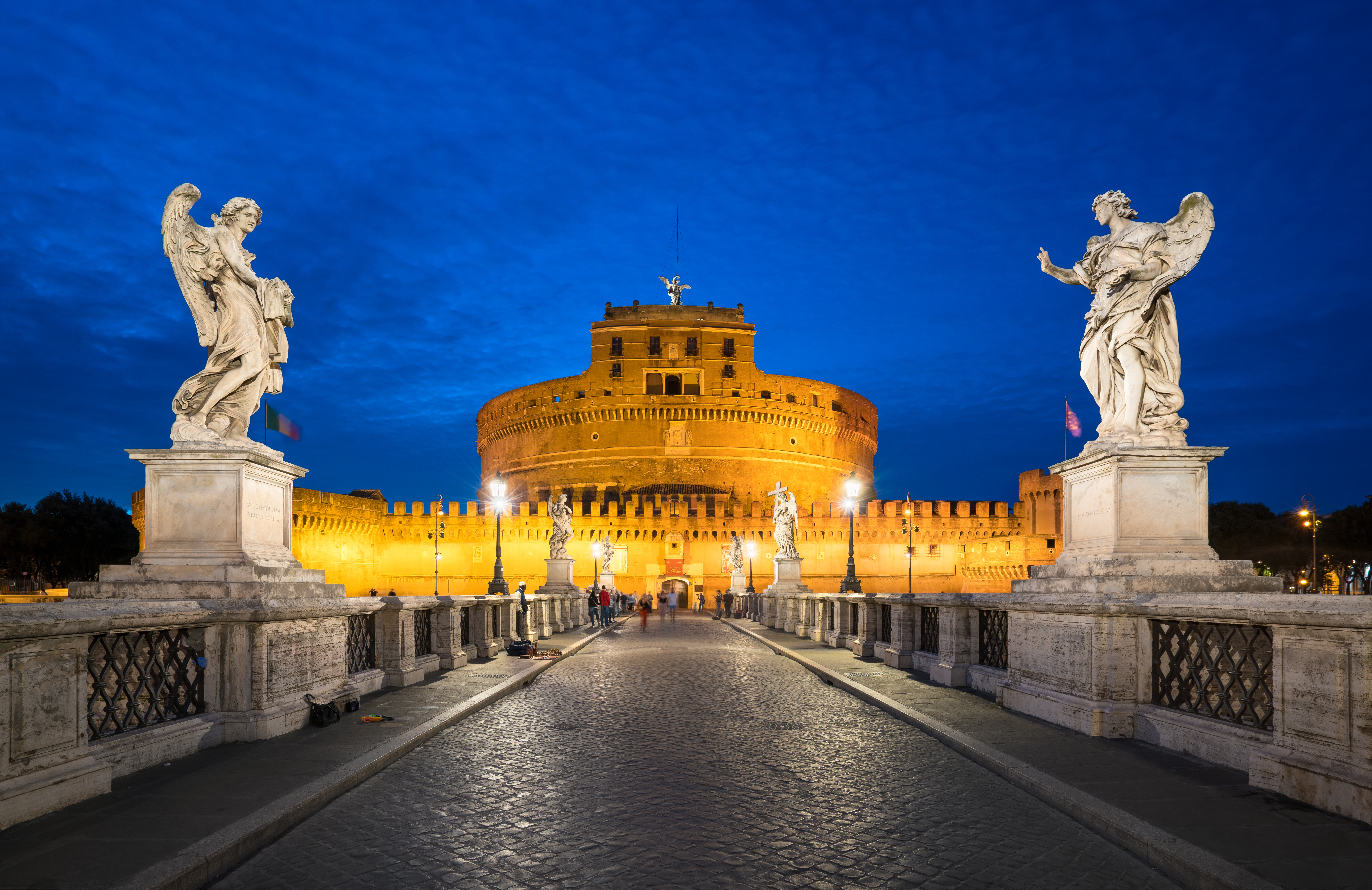
Beleuchtete Engelsburg mit Engelsbrücke

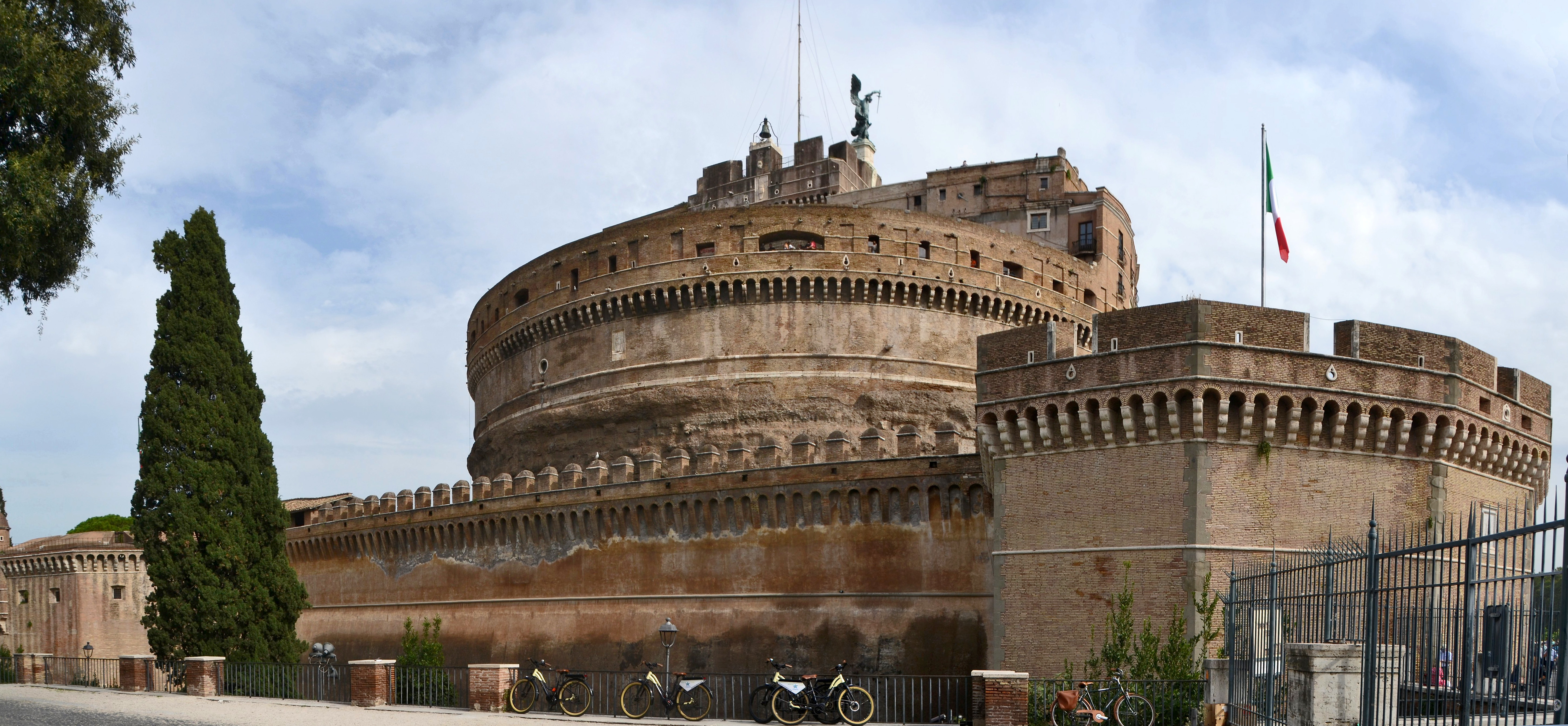
Die Engelsburg in Rom, Ansicht von Westen

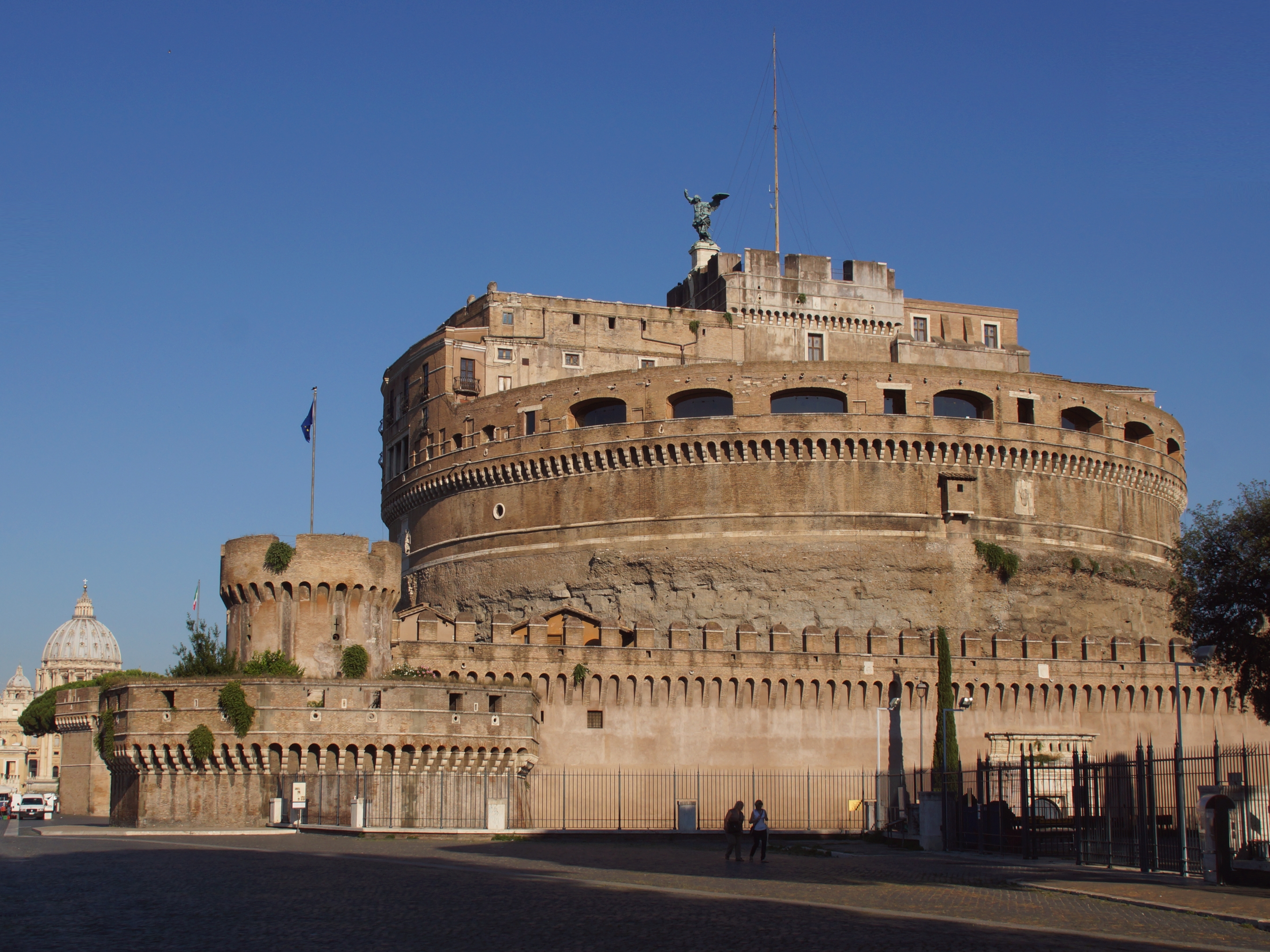
Ostansicht der Engelsburg

Die Engelsburg (ursprünglich Mausoleum des Hadrian; italienisch Castel Sant’Angelo oder Mausoleo di Adriano) in Rom wurde ursprünglich als Mausoleum für den römischen Kaiser Hadrian (117–138 n. Chr.) (lateinisch Mausoleum Hadriani) und seine Nachfolger errichtet und später von verschiedenen Päpsten zur Kastellburg umgebaut. Seit 1901 wurde das Gebäude nicht mehr als Burg verwendet. Seit dem 13. Februar 1906 ist die Engelsburg ein Museum.

## Geschichte

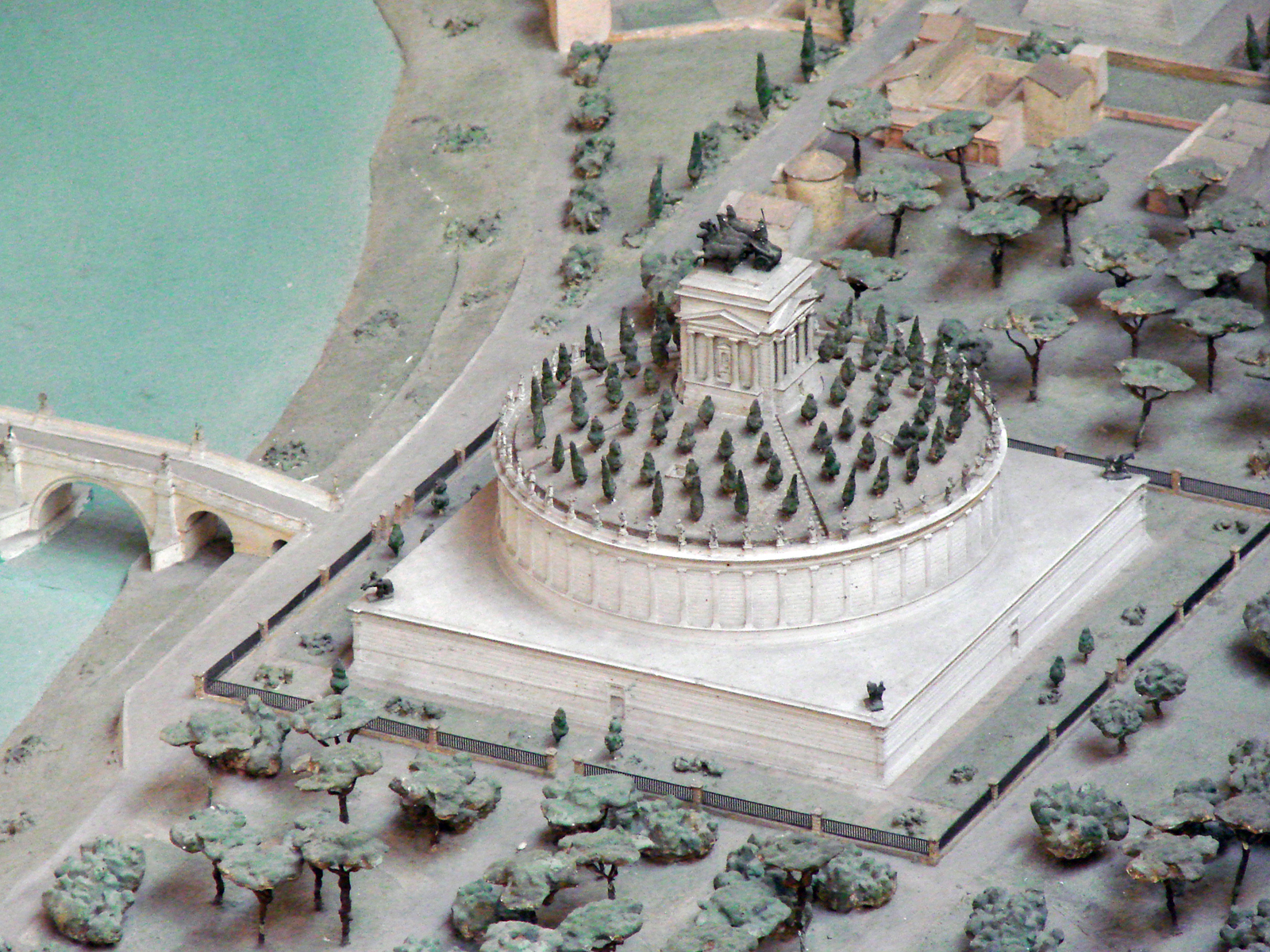
Rekonstruktionsversuch des Mausoleums von Hadrian im Museo della Civiltà Romana

Der Bau wurde noch zu Lebzeiten Hadrians begonnen, war als Mausoleum für den Kaiser gedacht, wurde im Jahr 139 unter Antoninus Pius fertiggestellt und in dessen Namen geweiht. Das Mausoleum wurde später auch Antoninorum sepulcrum („Grab der Antoninen“) genannt; in der Spätantike war es unter dem Namen Hadrianeum bekannt. Heute wird die Bezeichnung Hadrianeum für den Tempel des Hadrian an der Piazza di Pietra verwendet.
Im Mausoleum des Hadrian wurden folgende Mitglieder der kaiserlichen Familie beigesetzt:
- Hadrian selbst und seine Frau Sabina
- Lucius Aelius Caesar, der noch vor ihm verstorbene Adoptivsohn Hadrians
- Marcus Aurelius Fulvus Antoninus, Sohn des Antoninus Pius
- Marcus Galerius Aurelius Antoninus, Sohn des Antoninus Pius
- Antoninus Pius und seine Frau Faustina
- Lucius Verus
- Mark Aurel
- Commodus
- Septimius Severus
- Caracalla

Das Grabmal hatte die Form eines flachen Zylinders (64 m Durchmesser, 20 m hoch) aus Peperin (Vulkangestein) und opus caementicium (römischer Beton), bedeckt mit römischem Travertin, einem Kalkstein aus Tivoli, der auf einem mit Marmor verkleideten quadratischen Sockel (je nach Angabe 84–89 m Seitenlänge, 10–15 m hoch) errichtet wurde. Die Oberseite des Zylinders war vermutlich als Garten mit Zypressen gestaltet. In der Mitte stand wahrscheinlich ein kleiner (runder) Tempel. An der Spitze stand eine Quadriga, die Hadrian als Sonnengott zeigte. Es gibt aber auch andere Rekonstruktionen, die von einem hohen Kegel aus Stein statt Garten und Tempel ausgehen.
In der Mitte des Mausoleums befand sich die Grabkammer.

### Grabkammer

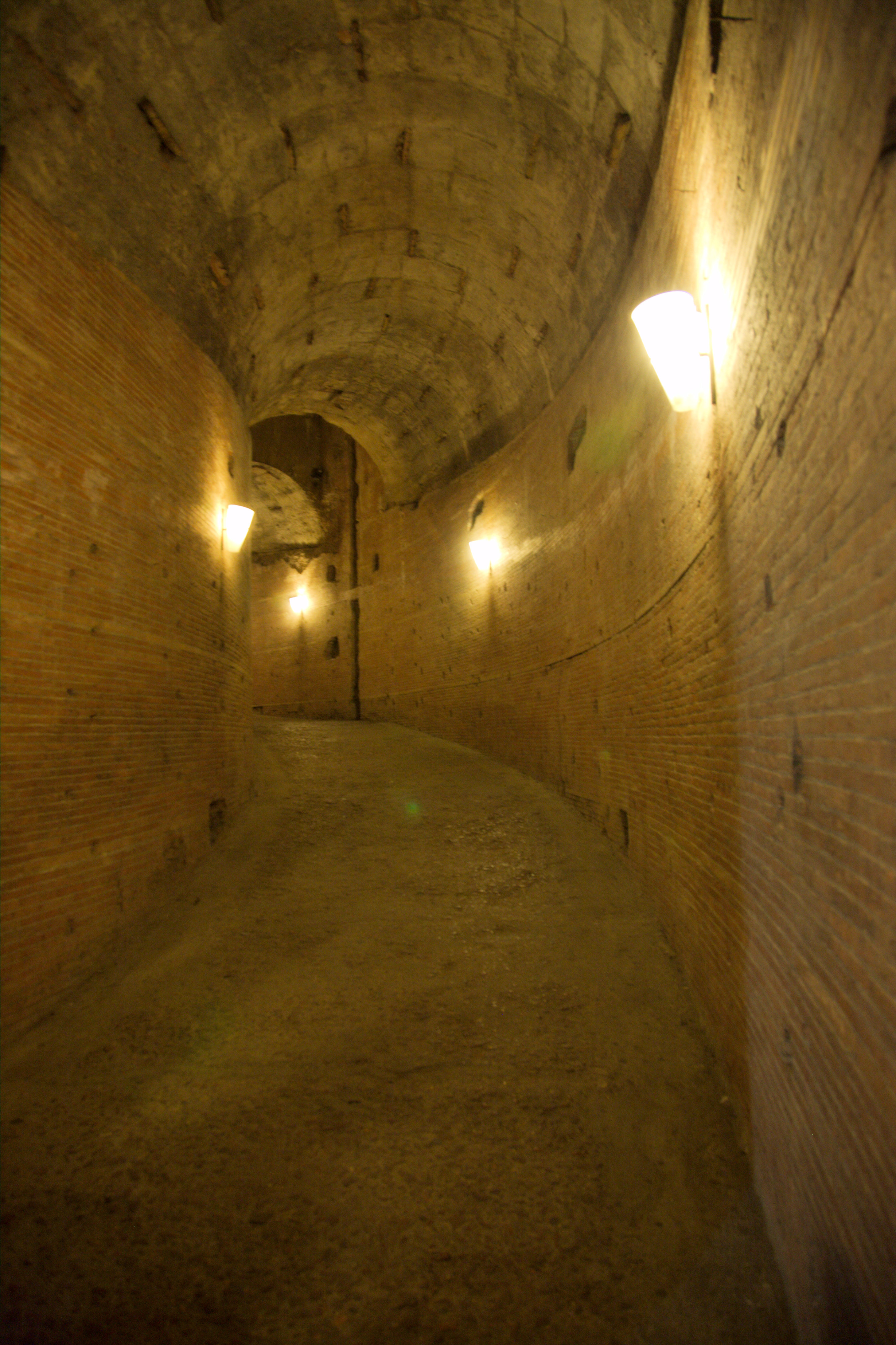
Antike Rampe zur Grabkammer
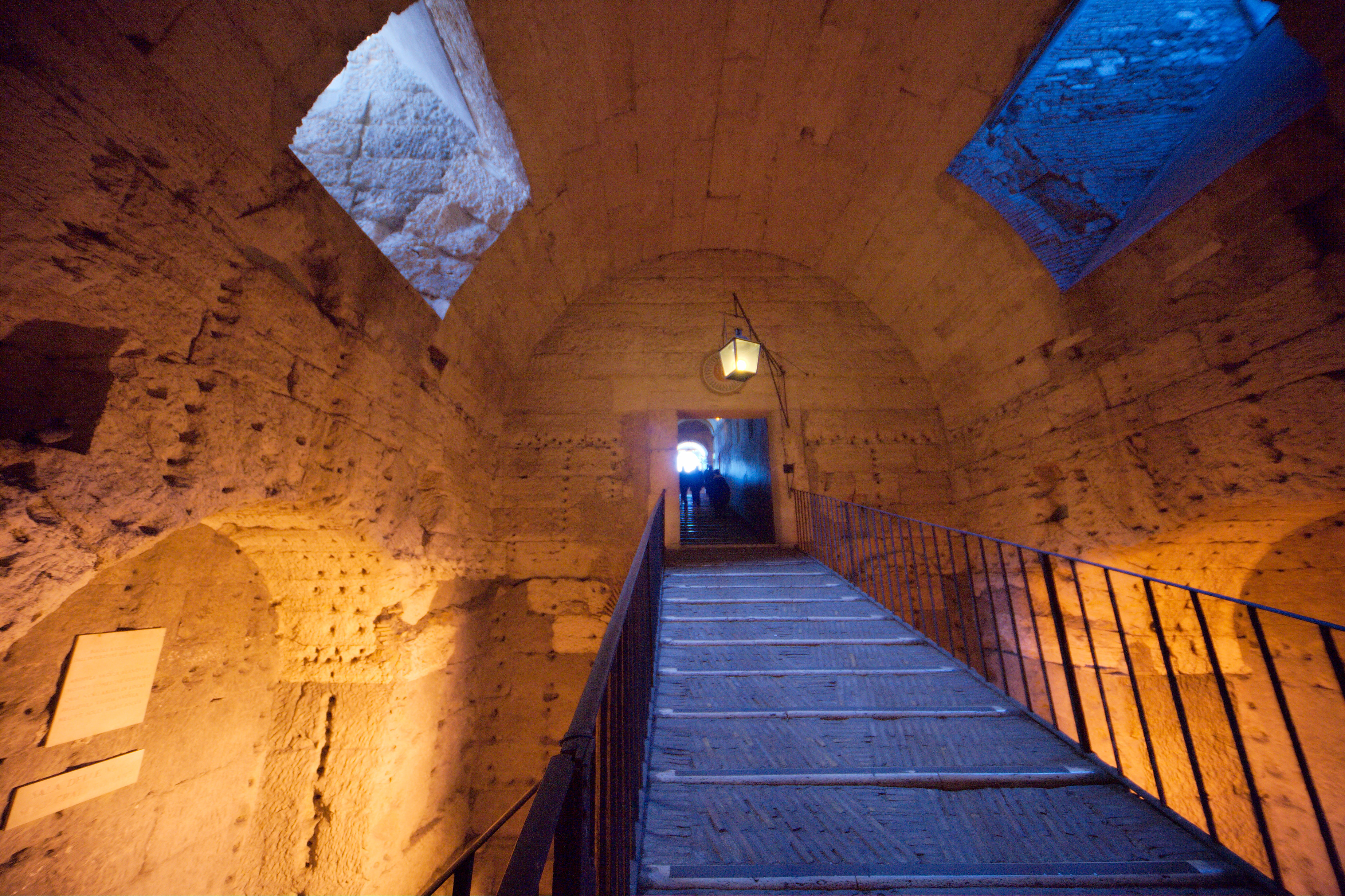
Grabkammer
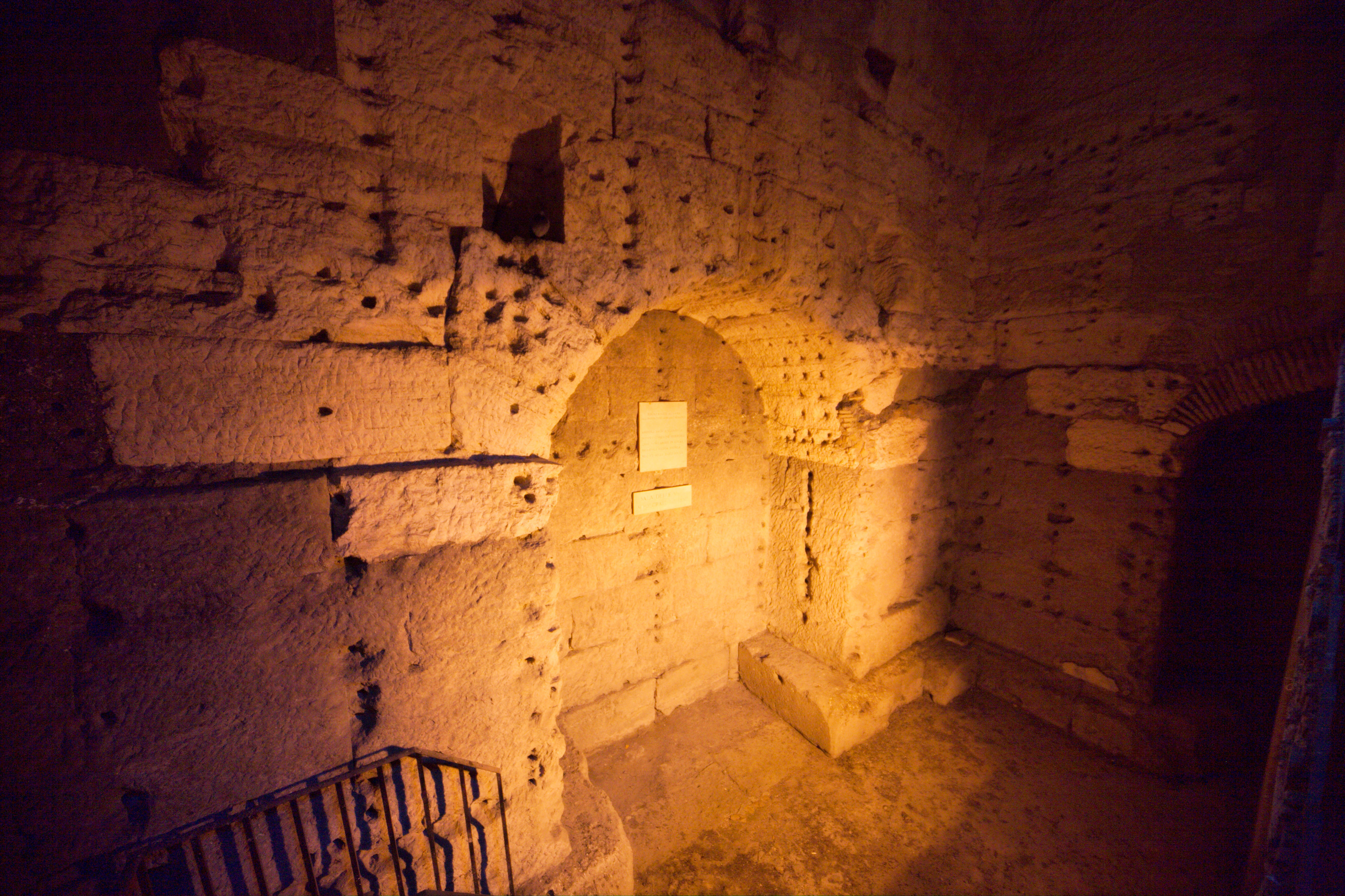
Grabkammer
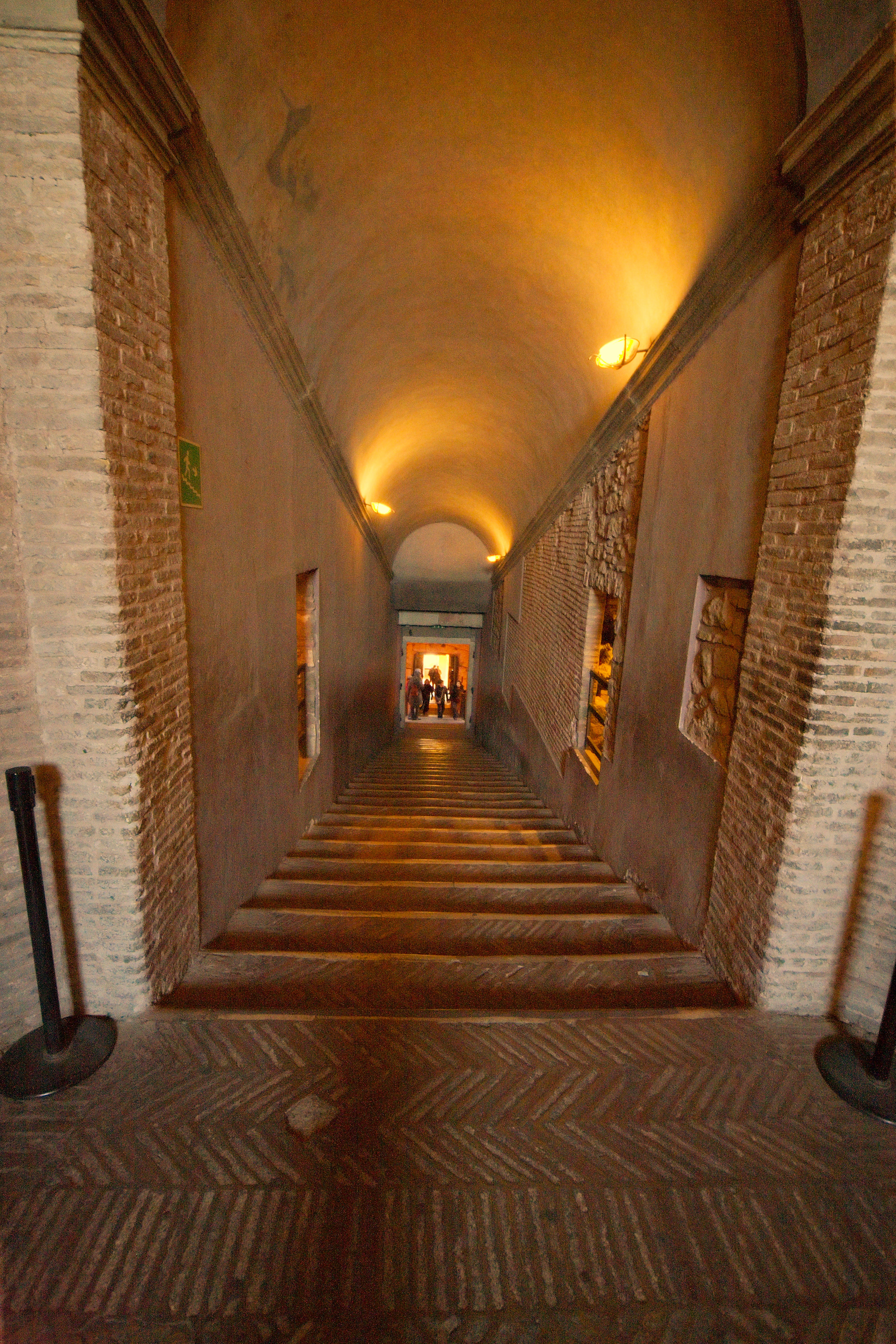
Blick von oben zur Grabkammer

Der architektonische Stil mag ungewöhnlich erscheinen, aber es gab damals ähnliche Bauten, wie das Mausoleum des Kaisers Augustus auf dem Marsfeld, von dem heute nur mehr eine Ruine übrig ist, oder das Grabmal der Caecilia Metella an der Via Appia Antica. Der Stil geht auf noch ältere Grabbauten der Etrusker zurück.
Als die Stadtmauer von Kaiser Aurelian (die Aurelianische Mauer) unter den Kaisern Honorius (395–423) und Arcadius (395–408) vom Magister militum (Heermeister) Stilicho verstärkt wurde, integrierte man das solide gebaute Mausoleum als Zitadelle in die Befestigungen. Im Gotenkrieg im 6. Jahrhundert erkannten der oströmische Feldherr Belisar und der Gotenkönig Totila die Bedeutung des Bauwerks zur Kontrolle der Stadt und bauten es als Stützpunkt aus.
Im 15. Jahrhundert wurde die Engelsburg zur Festung unter den Päpsten Alexander VI. und Nikolaus V. umgebaut. Zugleich richteten sich die Päpste prächtig ausgestattete Wohnungen ein, wobei die Sala Paolina aus dem 16. Jahrhundert zu den schönsten Papstgemächern zählt, die heute noch zu besichtigen sind. Alexander VI. errichtete die vier Bastionen und die päpstlichen Gemächer. Sixtus V. richtete die Schatzkammer ein, in der sich auch ein Teil des Geheimarchivs befand.
Die Engelsburg diente in späteren Jahren auch als Gefängnis der Inquisition. Benvenuto Cellini und Alessandro Cagliostro waren beispielsweise Gefangene in der Engelsburg.
Gegen Ende des 18. Jahrhunderts vernachlässigten die Päpste den Ort, bis die Burg im 19. Jahrhundert von den Soldaten der französischen Republik beschlagnahmt wurde. Im Jahre 1870 ging die Befestigung in den Besitz des italienischen Staates über und diente als Festung und Gefängnis. Die Säle wurden zum Teil als Museum eingerichtet und die Burg wurde dem Publikum zugänglich gemacht. Im 20. Jahrhundert wurde sie restauriert.

### Fluchtburg und Gefängnis der Päpste

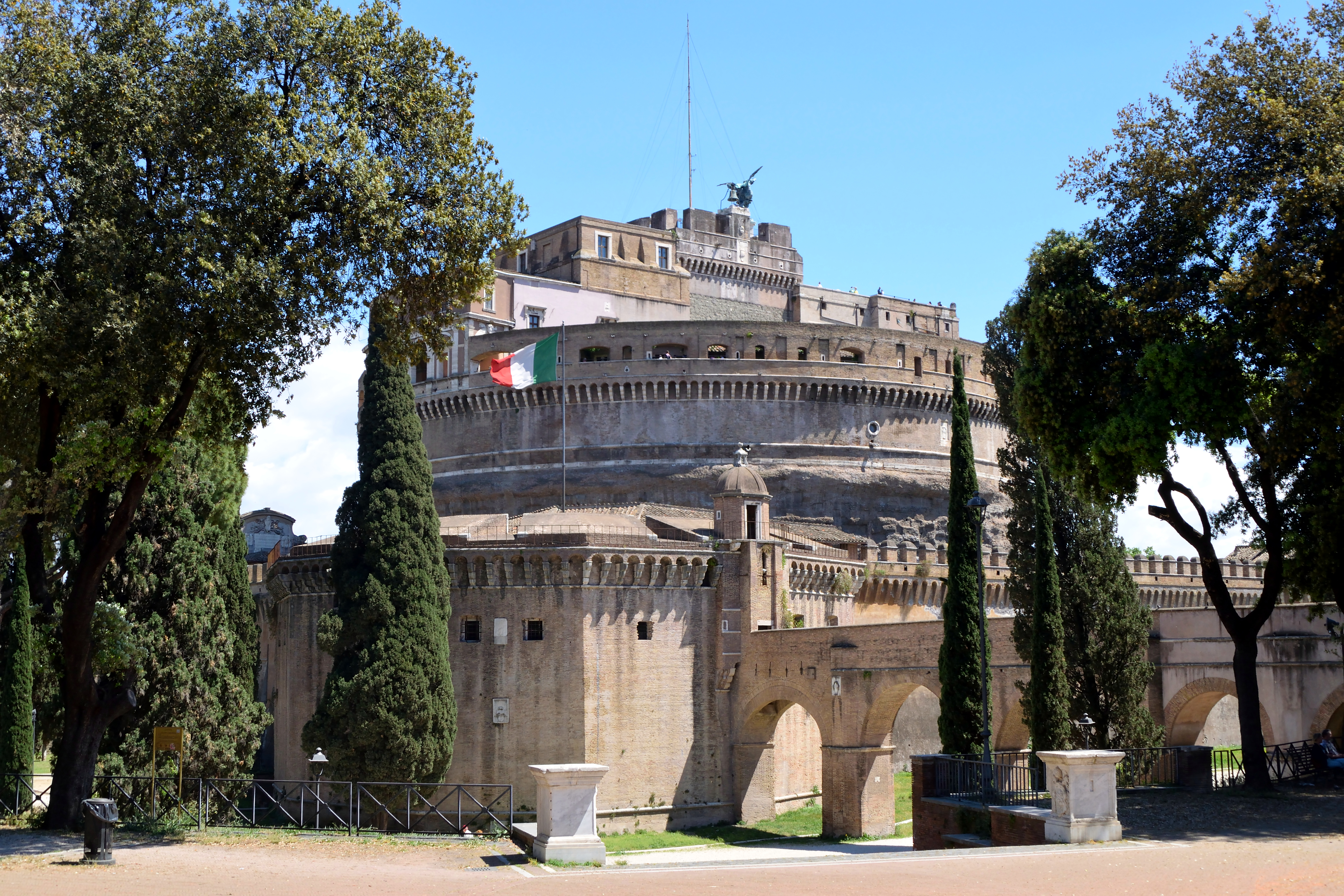
Die Engelsburg mit dem anschließenden Verbindungsgang (Passetto) zum Vatikan

Ab dem 10. Jahrhundert war die Engelsburg im Besitz der Päpste und diente als Zufluchtsort bei Gefahr. Während des Pontifikats Johannes XIII. (965–972) besetzten die Crescentier, die zeitweise die Stadt Rom und die Päpste kontrollierten, die Engelsburg – zu dieser Zeit als domus oder castrum Crescenti bezeichnet. Im Juli 974 wurde Papst Benedikt VI., ein Parteigänger des Kaisers Otto I., durch einen vom crescentinischen Gegenpapst Bonifatius VII. angestifteten Priester erdrosselt. Im April 984 ließ Bonifatius auch den Gegenpapst Johannes XIV. einkerkern und wahrscheinlich verhungern oder ermorden. Johannes starb am 20. August 984 in der Engelsburg. Wenige Jahrzehnte später übernahm sie im Jahr 1012 Papst Benedikt VIII. wieder in allein päpstlichen Besitz. 1084 verschanzte sich hier Papst Gregor VII. vor Kaiser Heinrich IV. Der 1277 unter Papst Nikolaus III. erbaute Passetto di Borgo oder Corridoio di Borgo ist ein oberirdischer, in die Mauer integrierter und etwa 800 m langer Verbindungsgang zum Apostolischen Palast in der Vatikanstadt. Während der großen Plünderung Roms, des Sacco di Roma, durch die Truppen von Kaiser Karl V. im Jahr 1527 diente er Papst Clemens VII. als Fluchtweg vor den Soldaten des Kaisers. Danach verschanzte er sich für einen Monat in der Burg. Ebenso floh Pius VII. vor Napoleon Bonaparte. 1561 wurde Kardinal Carlo Carafa in der Engelsburg durch Erdrosseln hingerichtet.

### Herkunft des Namens

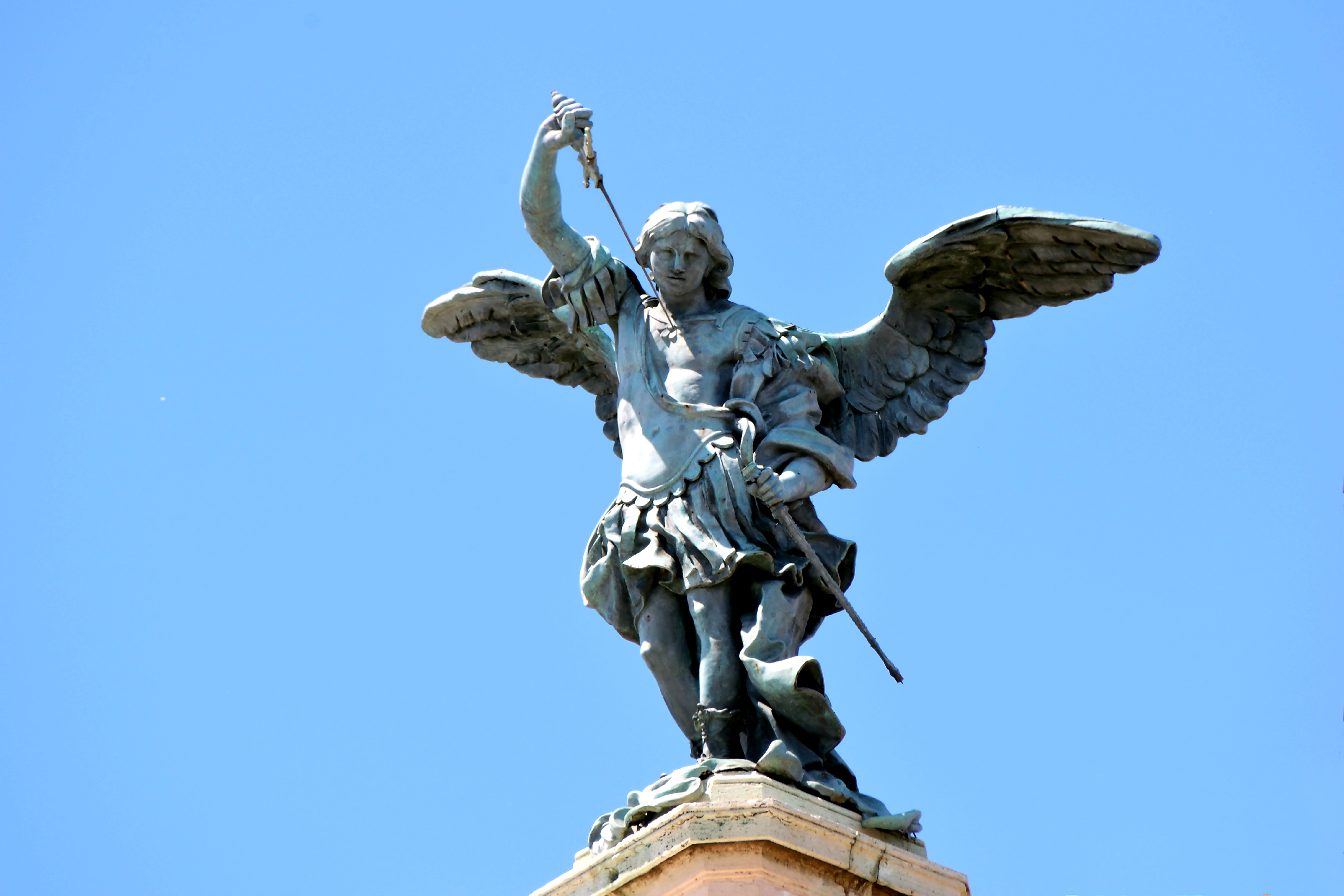
Bronzestatue des Erzengels Michael, die von Peter Anton von Verschaffelt geschaffen wurde

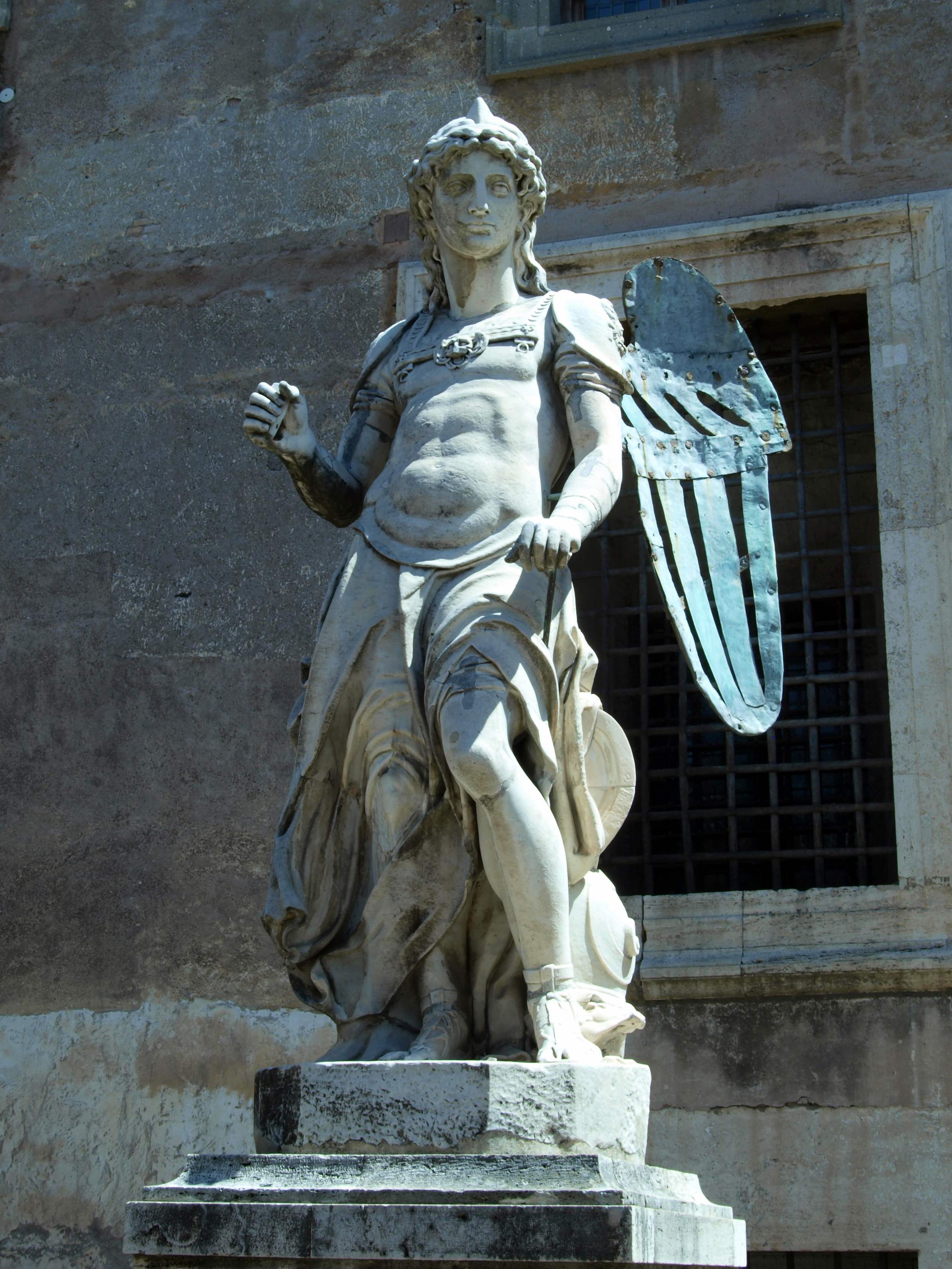
Der von Raffaello da Montelupo geschaffene Erzengel aus Marmor, der heute im Innenhof der Engelsburg, dem Cortile dell’Angelo, zu sehen ist

Der heutige Name der Anlage ist einer Legende entlehnt, die aus der berühmten Hagiographiensammlung Legenda aurea des Dominikaners Jacobus de Voragine aus dem 13. Jahrhundert stammt. Im Jahr 590, als Rom die Justinianische Pest erreichte, organisierte Papst Gregor I. der Große eine Bußprozession der römischen Bevölkerung, die in sieben Zügen zur heutigen Santa Maria Maggiore zog. Der Legende entsprechend soll den Teilnehmern über dem Grabmal Hadrians (das aus diesem Grund heute Engelsburg genannt wird) Erzengel Michael erschienen sein, der ihnen das Ende der Pest verkündete, indem er das Schwert des göttlichen Zorns in die Scheide steckte. In der Realität fand die Pest mit der Bußprozession jedoch nicht ihr Ende, 13 Jahre später wurde die Prozession – offenbar aus gegebenem Anlass – wiederholt. Letztmals ist ein Ausbruch der Justinianischen Pest in Rom für das Jahr 722 bezeugt. Die Prozessionsteilnehmer gelangten tatsächlich nicht einmal in die Nähe des Hadrian-Mausoleums. Jedoch erinnert heute noch die Statue des Engels auf der Spitze des Gebäudes an jene legendarische Darstellung. Von 1577 bis 1752 stand dort oben ein von Raffaello da Montelupo geschaffener Engel aus Marmor, der heute im Innenhof, dem Cortile dell’Angelo, zu sehen ist. 
Dieser wurde 1752 durch die heutige, von Peter Anton von Verschaffelt entworfene Figur aus Bronze ersetzt. Außerdem wurde dem Erzengel eine um 610 von Papst Bonifatius IV. eingebaute Kapelle gewidmet.

## Architektur und Innenausstattung
Insgesamt lässt sich das Bauwerk in seiner heutigen Gestalt in fünf Ebenen einteilen. Von der untersten Ebene führt eine 122 m lange Rampe schraubenförmig aufwärts. In der zweiten Ebene gibt es das Gefängnis und Lagerräume für Weizen und Öl. Die dritte Etage ist die militärische mit zwei Innenhöfen. Vom Cortile dell’Angelo aus gelangt man in die päpstlichen Gemächer und ins Museum.
Die wichtigste Ebene ist die vierte. Hier findet man das Papstappartement, eine Raumfolge mit manieristischen Fresken von Perino del Vaga, Giulio Romano und anderen Künstlern aus der Schule Raffaels sowie die Säle Pauls III., Clemens VII., Clemens VIII. und Leos X. Auch die Loggien von Giuliano da Sangallo und Donato Bramante sowie die Sala del Tesoro (Schatzkammer) sind hier zu sehen. Clemens VII. ließ hier für sich ein Privatbad – genannt La Stufa – einrichten. Dieser kleine Raum ist reich mit Darstellungen weltlicher Themen (Nymphen, Putten, Meeresgetier) in Freskotechnik bemalt. Das Badewasser floss ursprünglich aus einer nackten Venusfigur aus Bronze in die gemauerte Wanne. Diese Figur wurde später entfernt. Auf der vierten Ebene findet sich heutzutage ebenfalls eine Cafeteria mit einem Ausblick über Rom.
Ganz oben kommt man schließlich auf die Terrasse, wo neben dem Bronzeengel die sogenannte Armsünderglocke (Campana della Misericordia) zu sehen ist, die an die Vergänglichkeit des Schönen und die Grausamkeit der Welt erinnert.
Im Museum (Museo di Castel Sant’Angelo) werden seit 1901 in 58 Sälen neben der Geschichte des Bauwerks auch Waffen, Möbel und Gebrauchsgegenstände gezeigt.

## Trivia

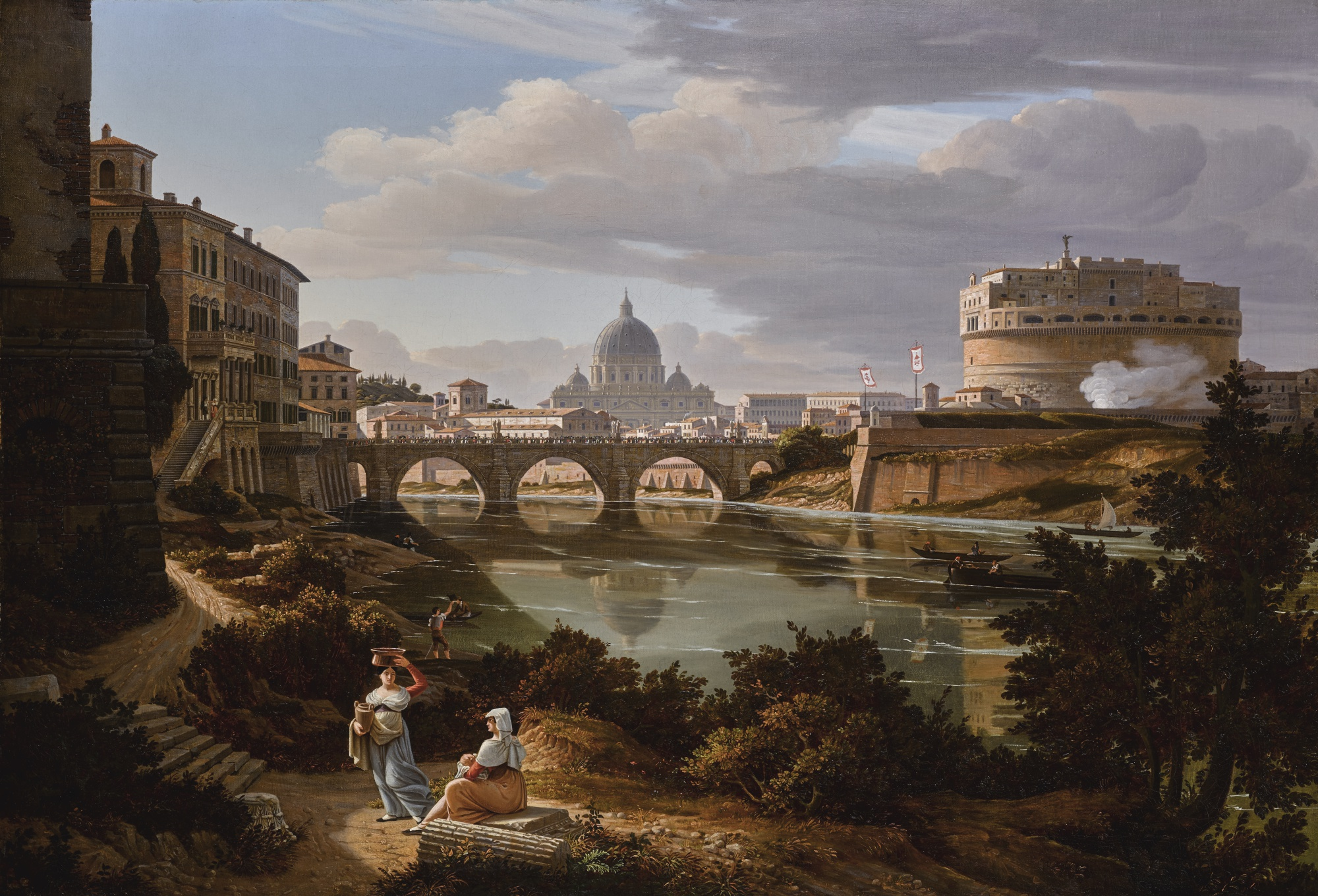
Rom, Aussicht auf den Tiber nach Süden mit dem Kastell S. Angelo und der Basilika St. Peter, Ölgemälde, Rudolf Wiegmann, 1834

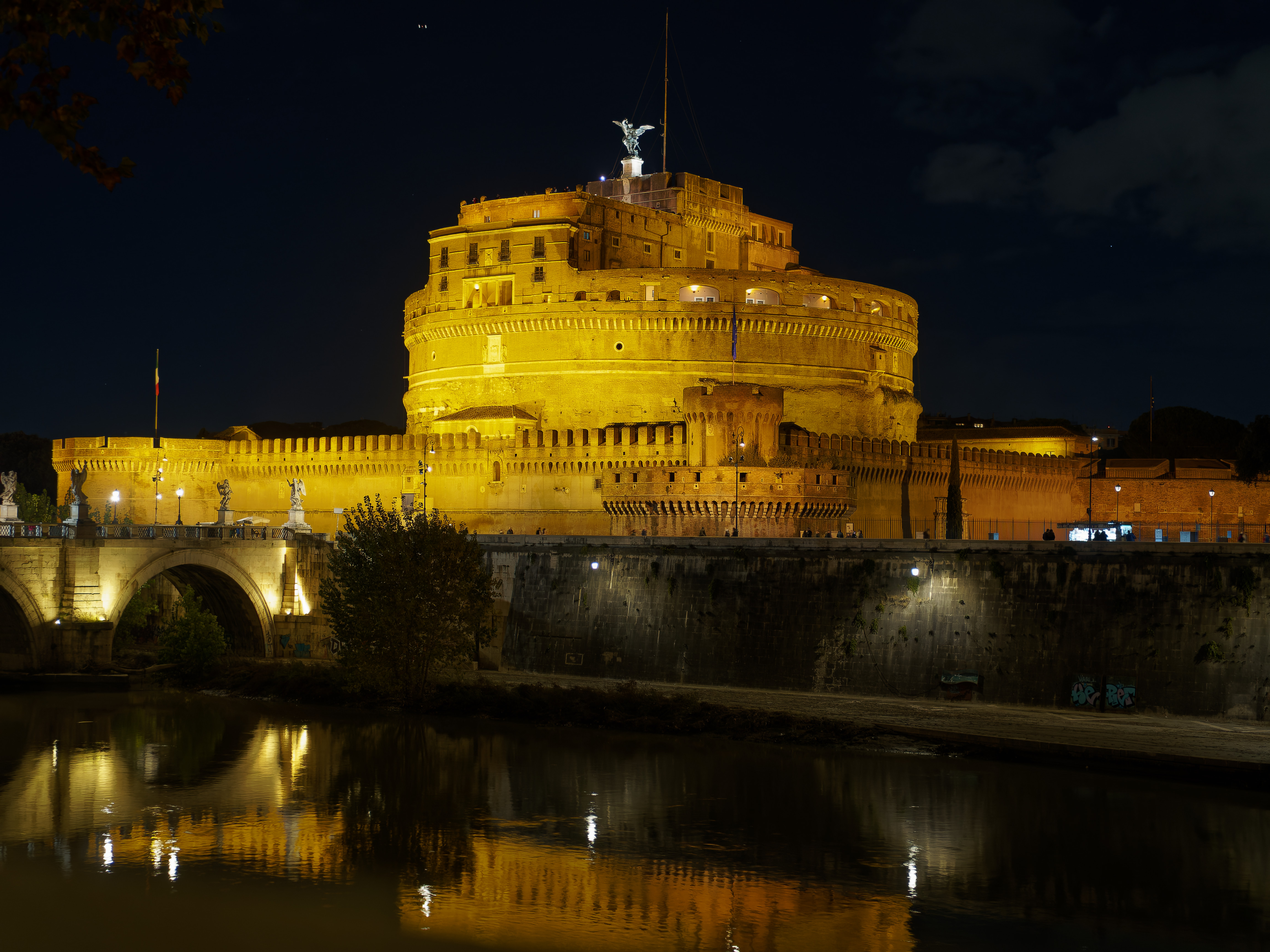
Engelsburg und Tiberufer

In der Oper Tosca von Puccini begeht die Protagonistin Selbstmord, indem sie sich von der Engelsburg stürzt, nachdem ihr Geliebter Mario Cavaradossi dort hingerichtet wurde, was dem Bauwerk im frühen 20. Jahrhundert zu neuer Bekanntheit verhalf.
Im Roman Illuminati (2000) von Dan Brown trifft sich in der Engelsburg die Geheimgesellschaft der Illuminati, hier versteckt sich auch der Attentäter.